# 王縉雲
王縉雲（1883年—1925年），字夏卿，山西潞安府襄垣縣橋頭村人，畢業於山西西學專齋化學科，宣統三年進士。赴英國留學，在英倫帝國大學畢業。

## 生平
- 光緒三十四年，於山西西學專齋第四期畢業，取列中等，准作舉人[2]，聘為法政學堂教習。
- 復入專科，宣統三年，經學部考試列優等；八月甲子引見，賞給進士出身[3]。
- 民國五年，返自英倫，改官農商部技正，派往黑龍江省調查梧桐河金礦。十一年，充豫省督署軍工參事，兼中州大學及河南省農業專門學校教授。歲余，奉農部令，仍返京供職。十四年冬，以疾卒於官，年四十三[4]。